# 에우리토스
에우리토스(Eurytos)는 그리스 신화에 나오는 오이칼리아의 왕이다. 이피토스와 데이오네우스, 클리티오스 등의 아들과 딸 이올레를 낳았다. 헤라클레스가 어렸을 때 궁술을 가르쳤으며, 아폴론에게서 활을 받았다고 한다. 이 활은 이피토스가 오디세우스에게 주어 훗날 페넬로페의 구혼자들을 물리칠 때 사용되었다. 에우리토스는 궁술 대회를 열어 우승자에게 딸 이올레를 주겠다고 공표하였으나, 헤라클레스가 우승하자 아내 메가라와 자식들을 죽인 헤라클레스의 전력을 문제 삼고는 약속을 이행하지 않았다. 헤라클레스는 원한을 품은 채 오이칼리아를 떠났는데, 마침 에우리토스의 마굿간에서 기르던 암말 몇 마리가 사라졌다. 이는 도둑질의 명수 아우톨리코스의 짓이었다. 말들을 찾아나선 이피토스는 티린스로 가서 헤라클레스에게 도움을 청하였다. 헤라클레스는 이피토스를 죽여 버렸는데, 그 이유는 또 다시 광기가 발작했기 때문이라고도 하고, 이피토스가 말을 훔친 범인으로 자신을 의심하는 것처럼 보여 화가 났기 때문이라고도 한다.